# Jiange (meteoryt)
Jiange – meteoryt kamienny należący do chondrytów oliwinowo-bronzytowych H 5, spadły 1964 roku w chińskiej prowincji  Syczuan.  Z miejsca upadku meteorytu pozyskano 222 g materii meteorytowej.